# 南湖街道 (岳阳市)
南湖街道，中华人民共和国湖南省岳阳市南湖风景区下属的一个街道，位于南湖风景区北部。除行政、财税外，其他事务包括民事、区划与统计等全部归入岳阳楼区。

## 建制沿革
- 2002年8月9日，湖南省人民政府批准同意设立南湖街道办事处，作为南湖风景区派出机构。

## 行政区划
南湖街道下辖5个居委会：
- 天灯居委会、良万居委会、渔光居委会、刘山庙社区、龙山居委会